# Ossario cimiteriale

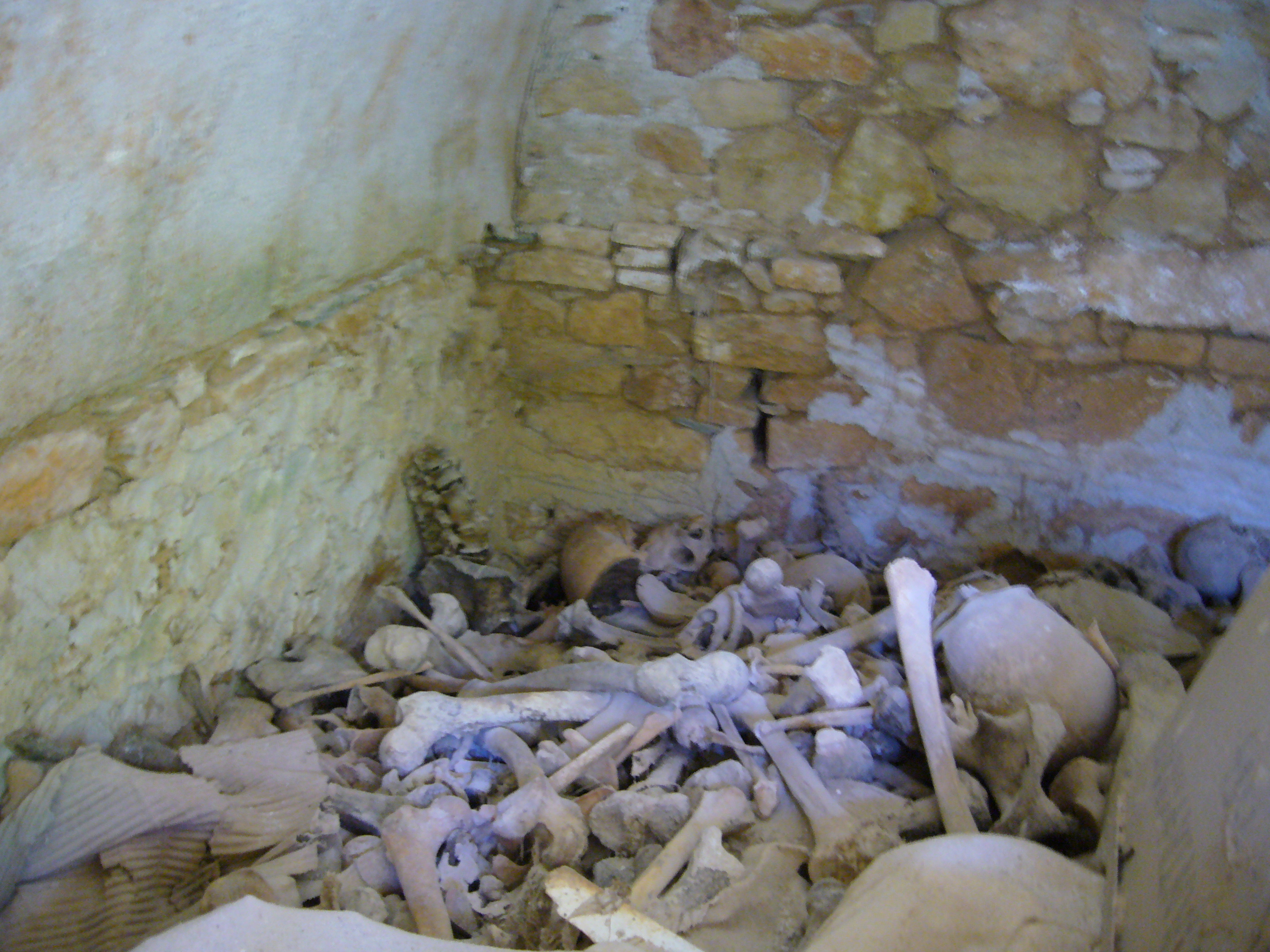
Contenuto di un ossario greco-ortodosso

L’ossario cimiteriale, detto anche ossario comune, è un vano ipogeo, un pozzo di norma costruito in mattoni o cemento armato, posto all'interno del cimitero, nel quale vengono gettate, in modo indistinto e promiscuo, le ossa provenienti da esumazioni o estumulazioni con concessioni scadute e che non hanno più familiari, discendenti o persone che vogliano o possano custodirle. Si distingue, pertanto, dall'ossario monumentale (ovvero i cimiteri di guerra) e dalle ''cappelle ossario'', quest'ultimo un edificio religioso con tratti architettonici più o meno monumentali, solitamente una cappella, dove venivano inumati i fedeli prima o in parallelo alla creazione dei grandi cimiteri monumentali.

## Etimologia
Il termine deriva da "osso", "ossa", in latino "ossarium".

## Caratteristiche
Si trova per legge all'interno del cimitero, spesso in un campo apposito contraddistinto da una croce o altra iscrizione oppure, soprattutto nei cimiteri di piccole dimensioni, all'interno della chiesa, sotto il pavimento, e contrassegnato da una botola. La legge prevede che l’ossario sia rigorosamente inaccessibile al pubblico.
Si tratta sostanzialmente di una sepoltura collettiva e, trattandosi di resti mortali di più defunti indistinti, possono essere oggetto di gesti di pietà e venerazione: è concesso collocare fiori e oggetti votivi; in alcuni casi, vi è accanto un monumento o un altare per poter officiare la Santa Messa.
In sostanza, si tratta di una struttura fatta per accogliere le ossa di defunti che sono stati seppelliti molti anni prima, la cui concessione per la sepoltura è scaduta.
Nei casi in cui l'ossario risultasse saturo, il Comune di pertinenza provvederà ad un ampliamento dell’ossario già esistente o, preferibilmente, la costruzione di uno ex-novo. In alcuni casi è anche possibile uno svuotamento dell'ossario, anche parziale, con conseguente calcinazione, presso forno crematorio, dell’ossame ivi contenuto secondo le norme legislative previste dalla polizia cimiteriale. Le ceneri ottenute dalla cremazione delle ossa saranno poi disperse in cinerario comune dove rimarranno per sempre, escludendo una possibile soppressione del cimitero in questione.
Ossari cimiteriali si trovano a Napoli nel Cimitero delle Fontanelle, a Palermo nel Convento e Catacombe dei Cappuccini nonché in alcune chiese: a Roma nella Chiesa di Santa Maria Immacolata a via Veneto, a Milano nell'Ossario della chiesa di San Bernardino alle Ossa, in Repubblica Ceca nell'Ossario di Sedlec a Kutná Hora e in Portogallo nella Capela dos Ossos a Evora.
In Italia si trovano vari ossari militari, tra cui l'Ossario di San Martino, l'Ossario di Solferino, il sacrario militare del Pasubio, il Tempio ossario di Bassano del Grappa.